# Od serca 2012
Od serca 2012 – album studyjny polskiego rapera Dudka RPK. Wydawnictwo ukazało się 8 marca 2013 roku nakładem wytwórni muzycznej Proper Records.
Album dotarł do 14. miejsca zestawienia OLiS.

## Lista utworów
Opracowano na podstawie materiału źródłowego.
1. "Premiera" (gościnnie: DJ Grubaz) - 3:16
2. "Stare fotografie" (gościnnie: DJ Grubaz) - 4:03
3. "Życie życie" (gościnnie: Cweta, DJ grubas) - 3:15
4. "Szczerość za szczerość" - 2:47
5. "Dla ludzi z charakterem" (gościnnie: Bonus RPK, Firma, DJ Grubaz) - 6:09
6. "W skrócie" (gościnnie: DJ Grubaz) - 3:48
7. "Musisz to wiedzieć" (gościnnie: PRG, DJ Grubaz) - 5:36
8. "Bestia na tronie" (gościnnie: DJ Grubaz) - 4:39
9. "VICE VERSA" (gościnnie: ZRK) - 3:39
10. "Siła w nas" (gościnnie: DJ Grubaz) - 2:22
11. "Temat rzeka" (gościnnie: Pewna Pozycja, BONUS RPK, Lewy Napalm, Narczyk, Zgrzyt) - 5:29
12. "Nieśmiertelni wspólnicy" - 2:57
13. "Co tam, co tam" (gościnnie: Dawidzior) - 3:36
14. "Od serca" (gościnnie: DJ Grubaz) - 7:11
15. "Zmierz się z rzeczywistością" (gościnnie: DJ Grubaz) - 5:05
16. "Kłamca, Kłamca" (gościnnie: DJ Grubaz) - 2:56
17. "Treść Warszawskiej pocztówki" (gościnnie: Areczek, PRG, DJ Grubaz) - 3:44
18. "Daj se powiedzieć słowo" (gościnnie: Paulina Labes, Groman) - 4:00
19. "Dla dobrych koleżków" (gościnnie: Vander Konflikt, DJ Grubaz) - 3:33